# Eresiomera phaeochiton
Espèce
Synonymes
- Pseuderesia phaeochiton Grünberg, 1910

Eresiomera phaeochiton est une espèce de lépidoptères de la famille des Lycaenidae qui se rencontre en Guinée équatoriale, et, peut-être, en République démocratique du Congo (province du Maniema) et en République du Congo.

## Systématique
L'espèce Eresiomera phaeochiton a été initialement décrite en 1910 par l'entomologiste allemand Karl Grünberg (d) (1878-1931) sous le protonyme de Pseuderesia phaeochiton.

## Description
L'holotype de Eresiomera phaeochiton, un mâle, présente une envergure de 23,5 mm.

## Publication originale
- (de) K. Grünberg, « Neue westafrikanishe Lepidopteren. Gesammelt von Herrn Gunter Tessmann in Süd-Kamerun und Spanisch-Guinea (Uellegebiet) », Sitzungsberichte der Gesellschaft Naturforschender Freunde zu Berlin, vol. 1910,‎ 1910, p. 469-480 (ISSN 0037-5942, lire en ligne).